# Ilha Shumshu
Shumshu (em russo:  Шумшу, Shumushu; em japonês:  占守島 Shumushu-tō) é a ilha mais ao norte do arquipélago das ilhas Curilas. Está situada a apenas 11 km a sul do cabo Lopatka na península de Kamchatka, e tem cerca de 388 km². A ilha é a menos elevada do grupo das ilhas Curilas, com uma altitude média de aproximadamente 189 metros. A planície baixa encontra-se coberta de numerosos lagos e áreas de pântanos.
Devido à sua proximidade com a península de Kamchatka, Shumshu foi a primeira das ilhas Curilas a ser alcançada por cossacos nos primeiros anos do século XVIII. Foi através desta área que os caçadores e comerciantes russos foram gradualmente se expandindo para as outras ilhas da corrente e Sacalina.
Em 1945 as ilhas foram o cenário da última batalha da Segunda Guerra Mundial entre as forças invasoras soviéticas e as tropas japonesas.  A batalha ocorreu em 18 de agosto, três dias depois da publicação imperial pelo imperador Hirohito da rendição japonesa. O resultado foi uma vitória sangrenta para os soviéticos, que acabaram anexando o resto das ilhas Curilas até perto da ilha de Hokkaido.